# Сартоновка
Сартоновка — деревня в Старомайнском районе Ульяновской области России. Входит в состав Кандалинского сельского поселения.

## География
Деревня находится в северной части Левобережья, в лесостепной зоне, в пределах Низкого Заволжья, к югу от реки Утки, на расстоянии примерно 38 километров (по прямой) к северо-востоку от посёлка городского типа Старая Майна, административного центра района.
Климат
Климат характеризуется как умеренно континентальный, с тёплым летом и умеренно холодной снежной зимой. Средняя температура воздуха самого тёплого месяца (июля) — 20 °C (абсолютный максимум — 39 °C); самого холодного (января) — −13,8 °C (абсолютный минимум — −47 °C). Продолжительность безморозного периода составляет в среднем 131 день. Среднегодовое количество атмосферных осадков составляет 406 мм. Снежный покров образуется в конце ноября и держится в течение 145 дней.
Часовой пояс
Деревня Сартоновка, как и вся Ульяновская область, находится в часовой зоне МСК+1. Смещение применяемого времени относительно UTC составляет +4:00.

## История
31 августа 1844 года, при новом межевании, группа однодворцев села Рождественное (Старое Рождествено) получила землю в одном месте дачи под названием "Полянки". Во второй половине 1860-х годов владельцы этих земель у ключа под названием речки Чельня образовали деревню Сартоновку. 
К 1884 году в Сартоновке 25 дворов и 170 жителей. 
По данным 1910 года в 36 дворах было 273 жителя.
В 1918 году в деревне был образован сельский Совет. В гражданскую войну деревню занимали белочехи.
К 1926 году в Сартоновке был 51 двор и 256 жителей. 
В 1930 году сельский Совет в деревне был упразднен, а деревня стала относиться к Старорождественскому сельскому Совету. В том же году в деревне был образован колхоз имени Ворошилова, в него же вошли крестьяне из деревни Кологреевка.
На Великой Отечественной войне сартоновцы потеряли 15 человек.
В 1950 году колхоз имени Ворошилова влился в Старорождественский колхоз имени партизана Львова (с 1952 года - имени Кирова).
В 1959 году в Сартоновке жило 133 жителя.
К 1979 году в деревне оставалось 60 жителей. В 1995 году в деревне 5 дворов и 9 жителей, по данным на 1 января 1999 года, население не числится. 

## Население
| 1889 | 1910 | 2010 |
| ---- | ---- | ---- |
| 167  | ↗273 | ↘0   |